# Коскела, Ниина
Ниина Коскела (фин. Niina Koskela; род. 8 августа 1971, с 2004 по 2009 год была известна как Ниина Саммалвуо (фин. Niina Sammalvuo)) — финская и норвежская (с 2012 года) шахматистка, гроссмейстер среди женщин (2006), трехкратная победительница чемпионата Финляндии по шахматам среди женщин (1990, 2002, 2008), индивидуальный призёр шахматной олимпиады (1998).

## Биография
Многократная участница чемпионата Финляндии по шахматам среди женщин, где завоевала три золотые (1990, 2002, 2008) и три серебряные (1989, 1992, 1994) медали. В 1991 году в Суботице Ниина Коскела участвовала в межзональном турнире по шахматам, в котором заняла 34-е место. В 2000 году в Нью-Дели она участвовала в чемпионате мира по шахматам среди женщин по системе с выбыванием и в первом туре победила Суббараман Виджаялакшми, а во втором туре проиграла Нане Иоселиани.
Представляла сборные Финляндии и Норвегии на крупнейших командных шахматных турнирах:
- в шахматных олимпиадах участвовала восемь раз (1990—1992, 1998, 2002—2008, 2014) и в индивидуальном зачете завоевала бронзовую (1998) медаль;
- в командном чемпионате Европы по шахматам участвовала пять раз (1992, 1999, 2003, 2007, 2015) и в индивидуальном зачете завоевала серебряную (1992) медаль.

В 2006 году была удостоена ФИДЕ звания международного гроссмейстера среди женщин (WGM). Стала первой финской шахматисткой, которая получила звание гроссмейстера.

## Изменения рейтинга
| Графики недоступны из-за технических проблем. См. информацию на Фабрикаторе и на mediawiki.org. |